# Richard Smalley

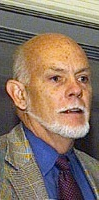
Richard Errett Smalley

Richard Errett Smalley (Akron, EUA 1943 - Houston 2005) fou un químic i professor universitari estatunidenc guardonat amb el Premi Nobel de Química l'any 1996.

## Biografia
Va néixer el 6 de juny de 1943 a la ciutat d'Akron, població situada a l'estat nord-americà d'Ohio. Va estudiar química al Hope College i la Universitat de Michigan, on es graduà el 1965. L'any 1973 aconseguí el doctorat a la Universitat de Princeton, realitzant posteriorment estudis postdoctorals a la Universitat de Chicago, i esdevenint professor de química a la Universitat de Rice a Houston.
Va morir el 28 d'octubre de 2005 a l'hospital M.D. Anderson Cancer Center de Houston, situada a l'estat de Texas, a conseqüència d'una leucèmia.

## Recerca científica
El descobriment per part de Harold Kroto d'una nova forma de cristal·lització geomètrica del carboni, constituïda per seixanta àtoms d'aquest material, va permetre Smalley, i el seu col·laborador de la Universitat de Rice Robert Curl, la síntesi química d'aquesta nova forma anomenada ful·lerè, la qual esdevé la tercera forma més estable del carboni després del diamant i el grafit.
L'any 1996 fou guardonat, juntament amb Curl i Kroto, amb el Premi Nobel de Química pel descobriment dels ful·lerens.